# 袁克文故居
袁克文故居是袁世凯的次子袁克文在天津的故居。位于当时的天津英租界的伦敦道（London Road）（今和平区成都道93号），该故居现为民居。

## 建筑
袁克文故居为三层砖木结构英式里弄式房屋，是袁克文在后来生活比较拮据时曾经居住过的地方。

## 内部链接
- 袁克文
- 袁乃宽旧居